# Plaza de San Nicolás (Barranquilla)
La plaza de San Nicolás es un espacio público abierto de Barranquilla, Colombia. Desde el siglo XVIII hasta la primera mitad del siglo XX fue el epicentro de la vida social, comercial y cultural de la ciudad. Está ubicada al pie de la iglesia de San Nicolás de Tolentino, en el Centro Histórico de Barranquilla, del cual es uno de los baluartes de su recuperación. En julio de 2009, el Ministerio de Cultura y la Alcaldía de Barranquilla iniciaron su proceso de restauración y recuperación, y el 16 de marzo de 2011 fue reinaugurada y puesta al servicio y disfrute de la comunidad.

## Ubicación

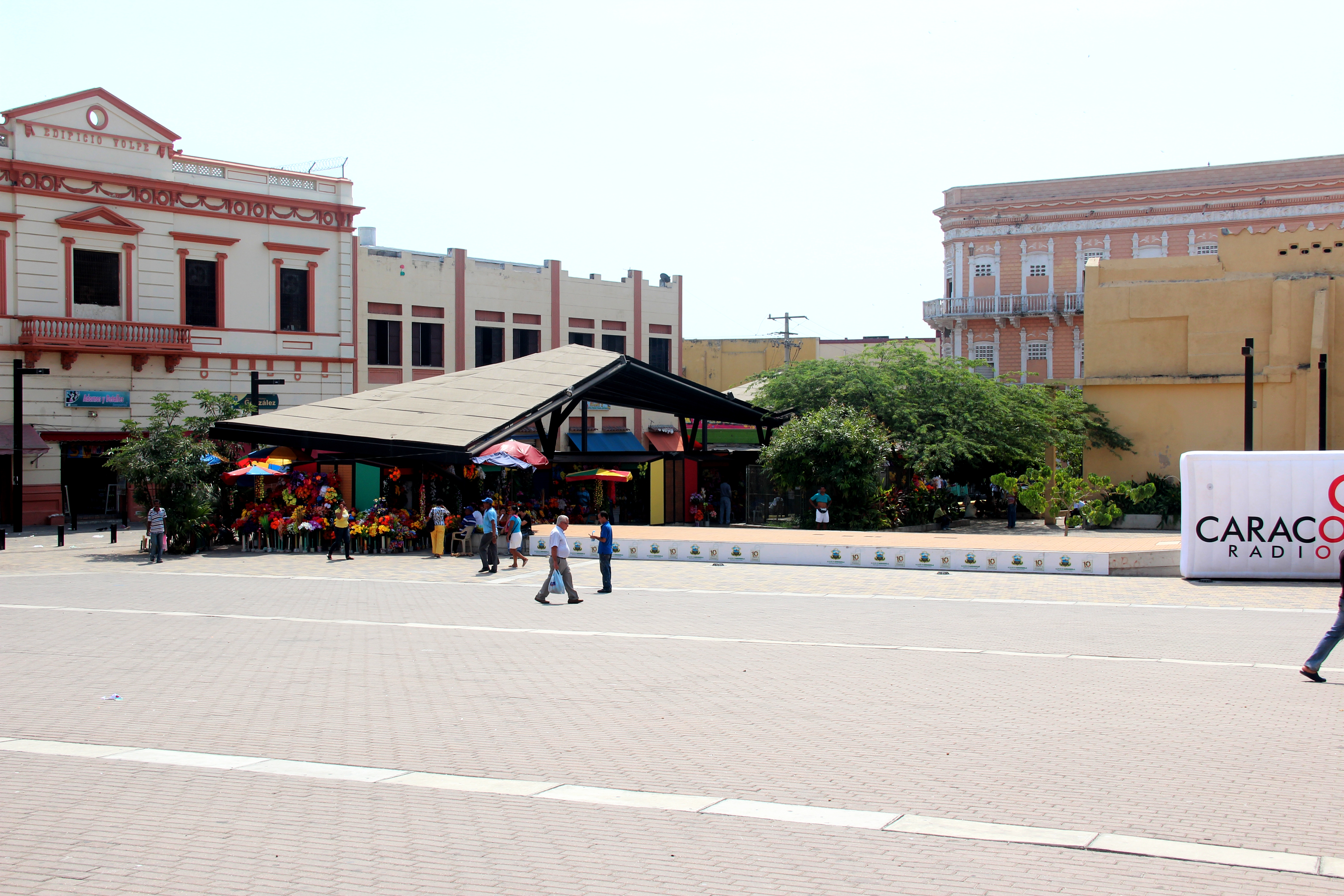
07-04-2014

La plaza de San Nicolás está ubicada entre las calles 32 (o de la Amargura o del Comercio) y 33 (o Real), y entre las carreras 41 (o Progreso) y 42 (o del Mercado), frente a la fachada de la iglesia de San Nicolás de Tolentino, hacia el occidente, en el Centro Histórico de Barranquilla.

## Historia

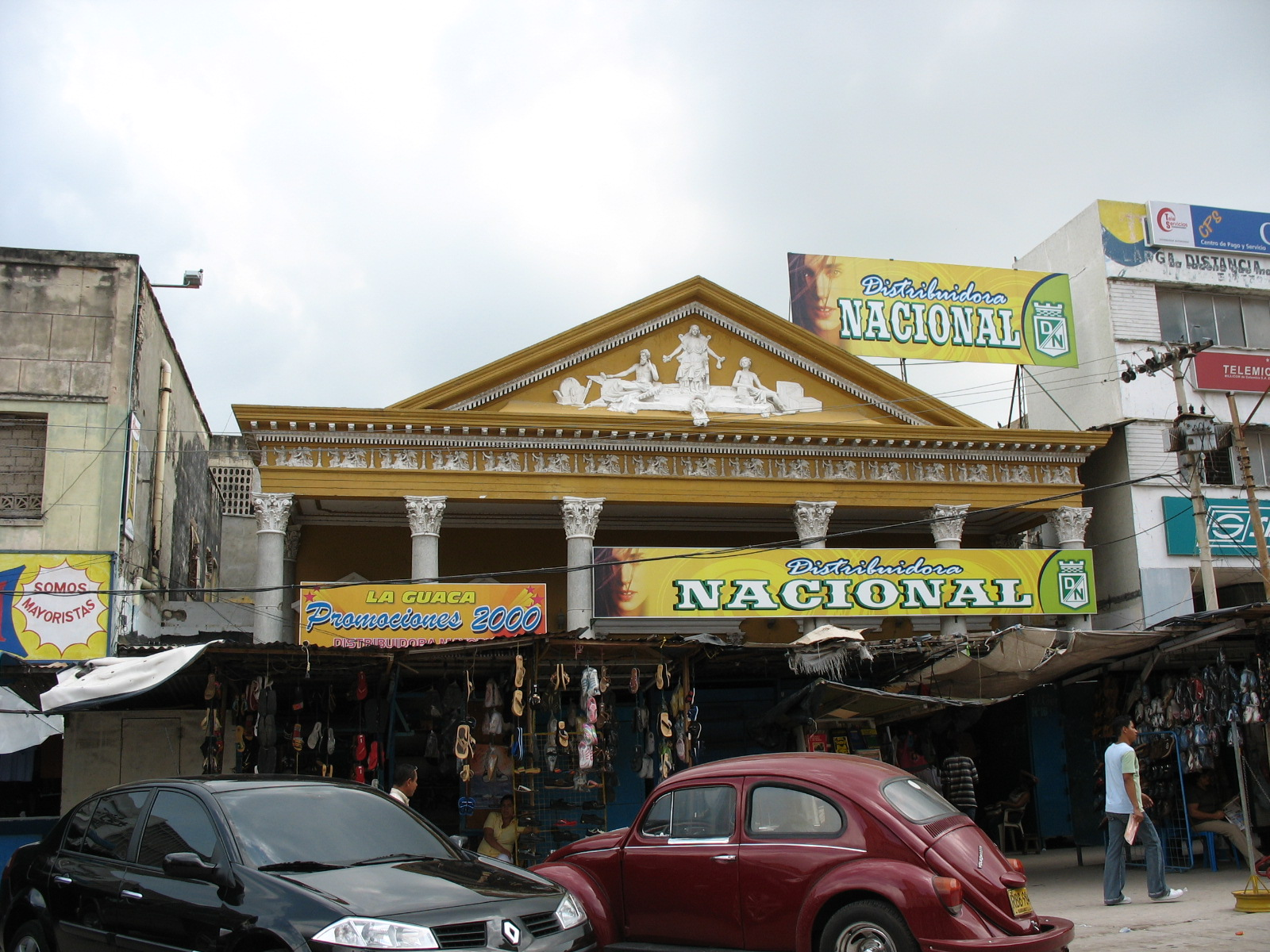
Antiguo Banco Comercial de Barranquilla

El establecimiento de la plaza de San Nicolás, que originalmente se llamó plaza de la Iglesia, está ligado a la construcción de la iglesia a principios del siglo XVIII. En 1701 el sacerdote Luis Suárez emprendió la construcción de la iglesia de San Nicolás, que hasta ese momento era de barro y techo de paja. En 1747 la iglesia de San Nicolás de Tolentino fue separada del curato de Galapa y fue constituida en parroquia, con el sacerdote Nicolás Mateo Fernández como su primer párroco.
Los costados de la plaza, excepto el de la iglesia, estaban compuestos por primitivas casas de bahareque y techos de paja. Con el paso de los siglos, las construcciones fundacionales de la ciudad se transformaron una y otra vez hasta las actuales, entre las que se encuentran muestras de arquitectura colonial como la casa Lacorazza, y republicana, como el antiguo Banco Comercial de Barranquilla, de estilo neoclásico, y el edificio Alzamora Palacio. 
Cuando en 1815, durante la guerra de independencia, Barranquilla fue tomada por el capitán español Valentín Capmany, los atalayas de la torre de la iglesia de San Nicolás tocaron las campanas a rebato avisando así la llegada de las tropas realistas. 
En 1820, Simón Bolívar se alojó en la casa del coronel Santiago Duncan, ubicada en la calle de la Amargura (actual 32), en la esquina nororiental de la plaza. Posteriormente, en noviembre de 1830, antes de dirigirse a Sabanilla y finalmente a Santa Marta, el Libertador se residenció en la casa de Bartolomé Molinares, ubicada en el extremo suroccidental de la plaza.
En 1847, Esteban Márquez recibió en su residencia, ubicada en la esquina suroriental de la plaza, al general Tomás Cipriano de Mosquera. Allí se solicitó al presidente que se abriera el puerto de Sabanilla para la importación; Mosquera puso como condición la construcción en dicho lugar de la Aduana para Baranquilla, lo cual llevó a cabo Márquez en el Castillo de Salgar. En la parte baja de dicha edificación funcionó el Banco de Márquez. En la construcción de la esquina nororiental de la plaza funcionó el Club Barranquilla hasta fines del siglo XIX y posteriormente la casa comercial de comisionistas Alzamora, Palacio & Cía. En el costado sur de la plaza se levantaron el Club Tres Estrellas, el periódico Rigoletto y la casa comercial alemana A. Held & Co.
En 1879, desde la plaza se elevan en globo los ciudadanos Palacio y Fonseca.
Las viviendas de los mencionados Molinares y Duncan, así como la de Agustín del Valle eran las únicas que no estaban construidas en paja, barro y madera. A fines del siglo XIX (hacia 1888), la Junta Directiva del acueducto presidida por David de Sola construyó en la plaza la fuente Goenaga, uno de los pocos elementos urbanos ornamentales de la época, en honor del gobernador de Bolívar José Manuel Goenaga, benefactor del acueducto.

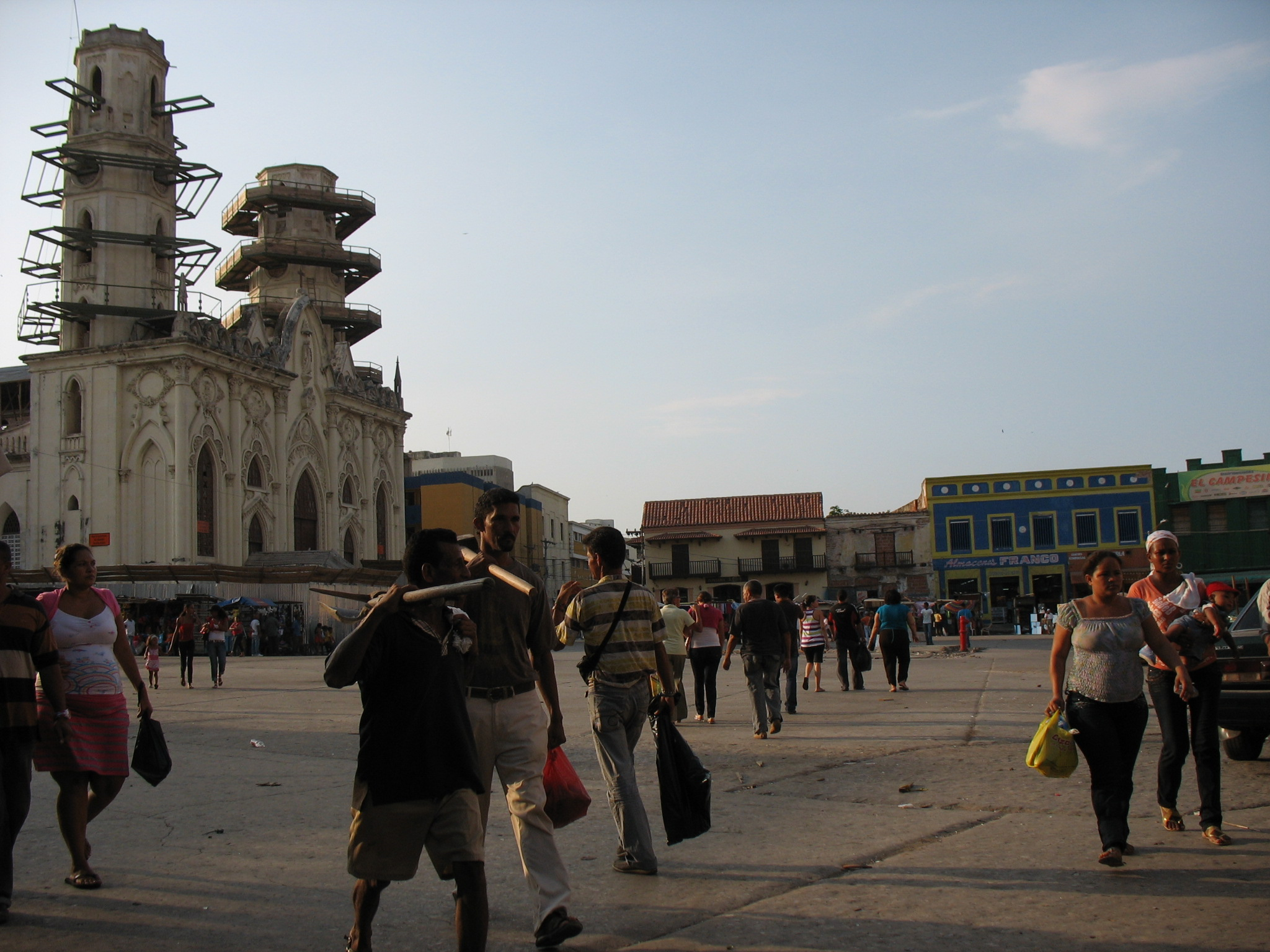
La plaza de San Nicolás fue despejada el 6 de julio de 2009

Entre 1880 y 1882, el doctor Clemente Salazar Mezura y otros ciudadanos construyeron en la plaza un parque con el nombre de parque Vallejo, en memoria del prócer de la guerra de independencia de 1815, Joaquín Vallejo. El parque fue reformado después de la Revolución de 1885.
Hacia 1883, en la plaza de San Nicolás se realizaban los bailes de tercera o salones burreros, bailes de carnaval de las clases populares.
En 1905, en la residencia del banquero Esteban Márquez, ubicada en el costado sur de la plaza al lado del Banco Comercial de Barranquilla, se desarrolló el proceso político de la creación del departamento del Atlántico.
El 7 de agosto de 1919 se ubicó en la plaza la estatua ecuestre de Simón Bolívar, donada ese año por Andrés Obregón Arjona; la estatua fue obra del escultor Emmanuel Fremiet. La estatua permaneció allí hasta cuando el 12 de octubre de 1937 fue reemplazada por la de Cristóbal Colón, la cual estuvo en el sitio hasta mediados de la década de 1990, cuando fue necesario trasladarla a causa de la ocupación de la plaza por vendedores estacionarios.
En la década de 1930, en el costado sur de la plaza, estuvo ubicada la primera emisora de radio comercial de Colombia, la Voz de Barranquilla, de Elías Pellet Buitrago. Otras edificaciones importantes alrededor de la plaza fueron: el Banco Francés e Italiano, el diario El Heraldo, y frente a la iglesia el Banco de la Costa.
En diciembre de 1930, el diario La Prensa comentaba en un artículo sobre la pavimentación del “parquecillo, que por su insignificancia y la dificultad de su cuidado ofrece un aspecto pueblerino y pequeño”.

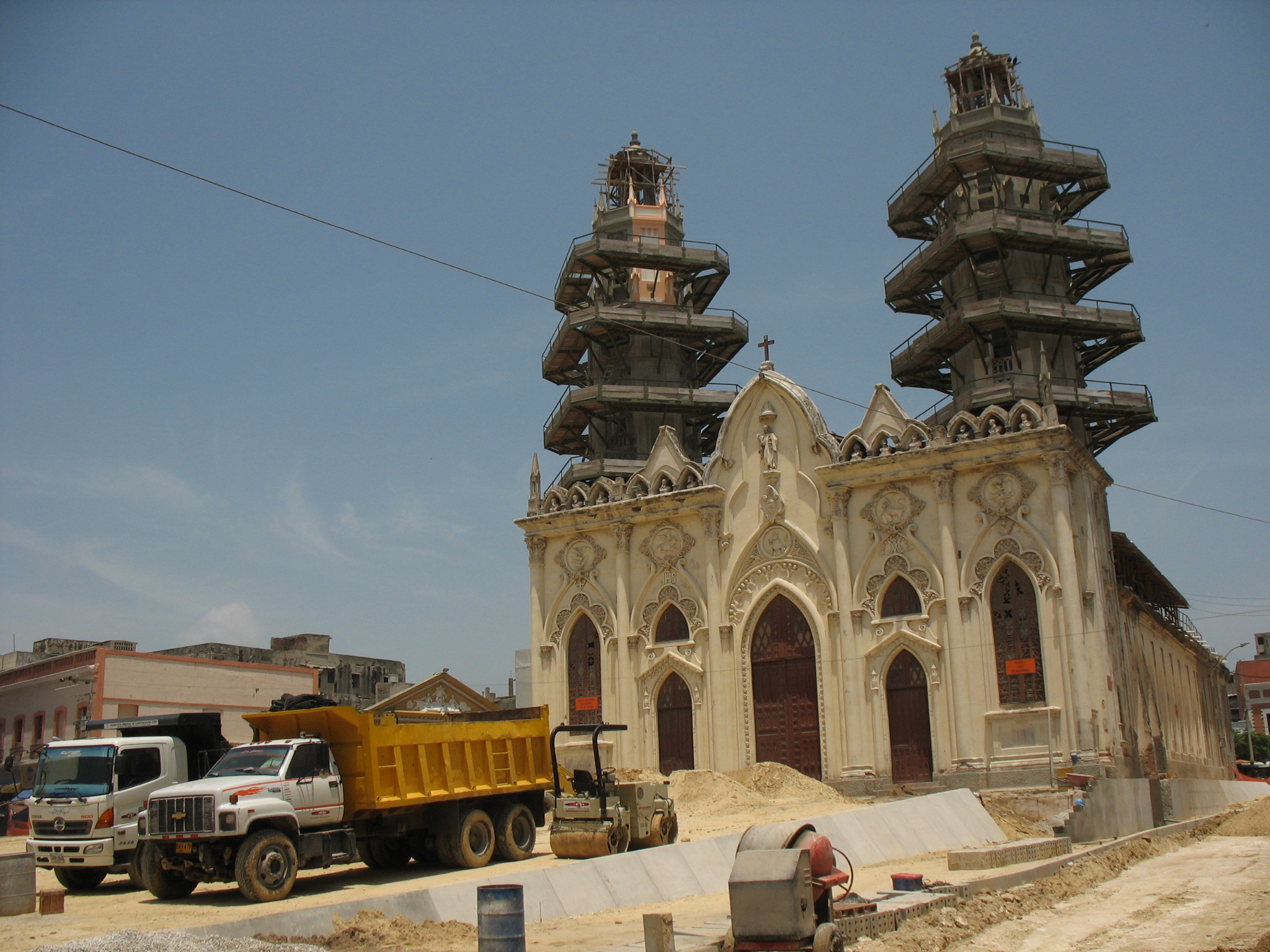
Restauración de la plaza y la iglesia de San Nicolás (1.º de mayo de 2010)

El 9 de abril de 1948, a causa del asesinato de Jorge Eliécer Gaitán, se presentaron disturbios en la plaza de san Nicolás y varios edificios de los alrededores fueron incendiados, así como los archivos de la iglesia de San Nicolás.
A finales de los años 1950 se eliminaron los árboles, zonas verdes y fuentes de la plaza y se pavimentó el espacio.
El 2 de junio de 1964, la administración municipal decidió mudar el sanandresito ubicado en el edificio de la calle 38 con carrera 44, de manera temporal, a la plaza de San Nicolás, ocupación que duró más de 40 años.
En 1974, el alcalde Elías Sales propuso construir un edificio de cuatro pisos en plena plaza. Se planteó que dicho edificio fuese centro comercial o sede de las Empresas Públicas Municipales.
En 1992, la bajo la supervisión de la Fundación Cristóforo Colomboa, se trasladó la estatua de Colón de la plaza de San Nicolás a la plazoleta de la iglesia del Carmen (carrera 50). 
La plaza de San Nicolás fue escenario de las festividades del santo patrono, varas de premios, grupos de cumbia, juegos, fritangas, tertulias nocturnas, desfiles militares para festejar el 20 de julio o el 11 de noviembre, multitudinarios discursos y encuentros políticos durante los siglos XIX y XX.

## Presente y futuro

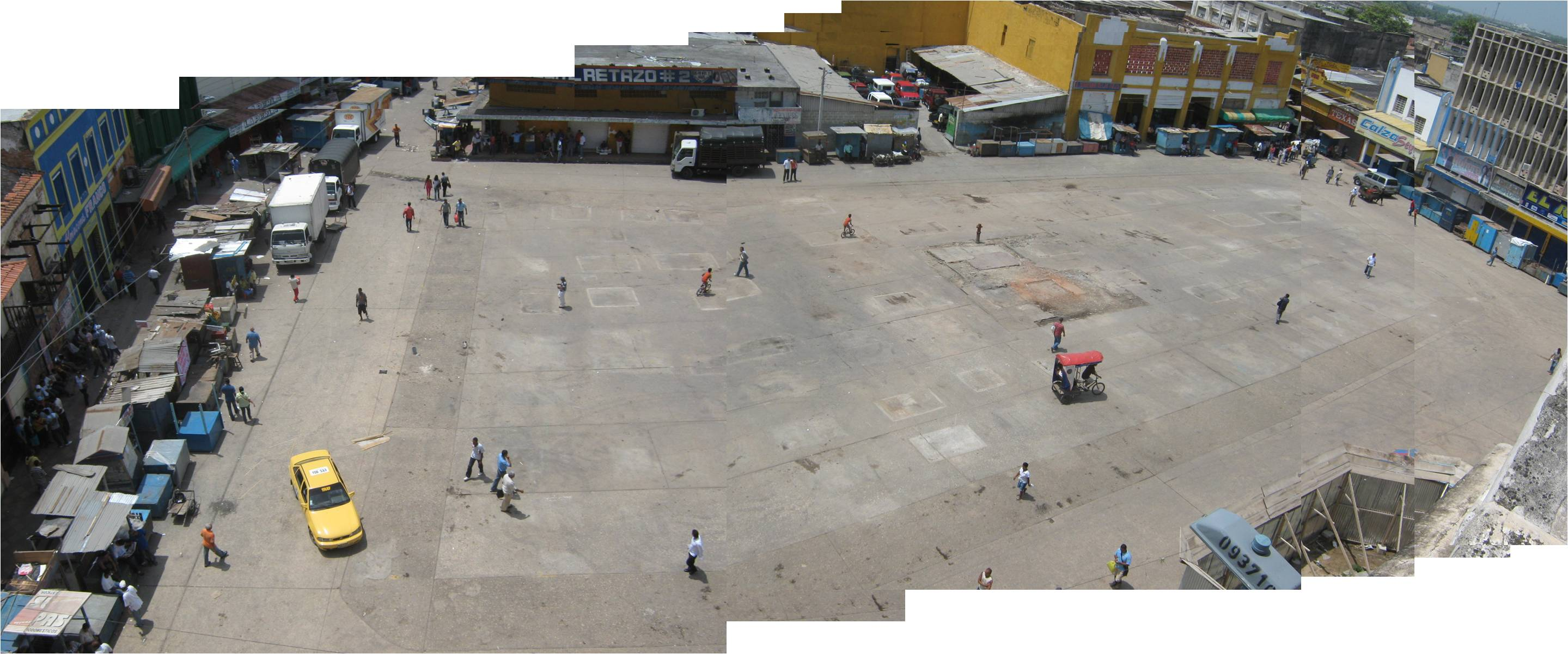
Plaza de San Nicolás después del desalojo de los vendedores estacionarios en julio de 2009

Desde los años 1960 del siglo XX se desarrolló una intensa actividad comercial alrededor de la plaza de San Nicolás. A fines de los años 1980 la zona fue degradada por el comercio informal, la ocupación del espacio público, la prostitución y la inseguridad. En 2008, en el marco de la recuperación del centro histórico de Barranquilla, el Ministerio de Cultura de Colombia incluyó la plaza entre los espacios a renovar mediante un proyecto de diseño arquitectónico, urbano y paisajístico de OPUS (Oficina de Proyectos Urbanos de Medellín). El 6 de julio de 2009, el alcalde Alejandro Char desalojó a los vendedores en cumplimiento de la ley con miras al proyecto de renovación de la plaza.
La totalidad de los vendedores informales, estacionarios y ambulantes de la plaza fueron reubicados el 16 de febrero de 2010 para dar inicio a las obras de reconstrucción. El 31 de diciembre de 2010 se entregaron las obras civiles y el 16 de marzo de 2011 se reinauguró la plaza completamente restaurada y el espacio público recuperado. El costo total de las obras fue de COP $11 mil millones, de los cuales el Distrito de Barranquilla aportó 2 500 millones y el Ministerio de Cultura 8 500.

## En la cultura popular

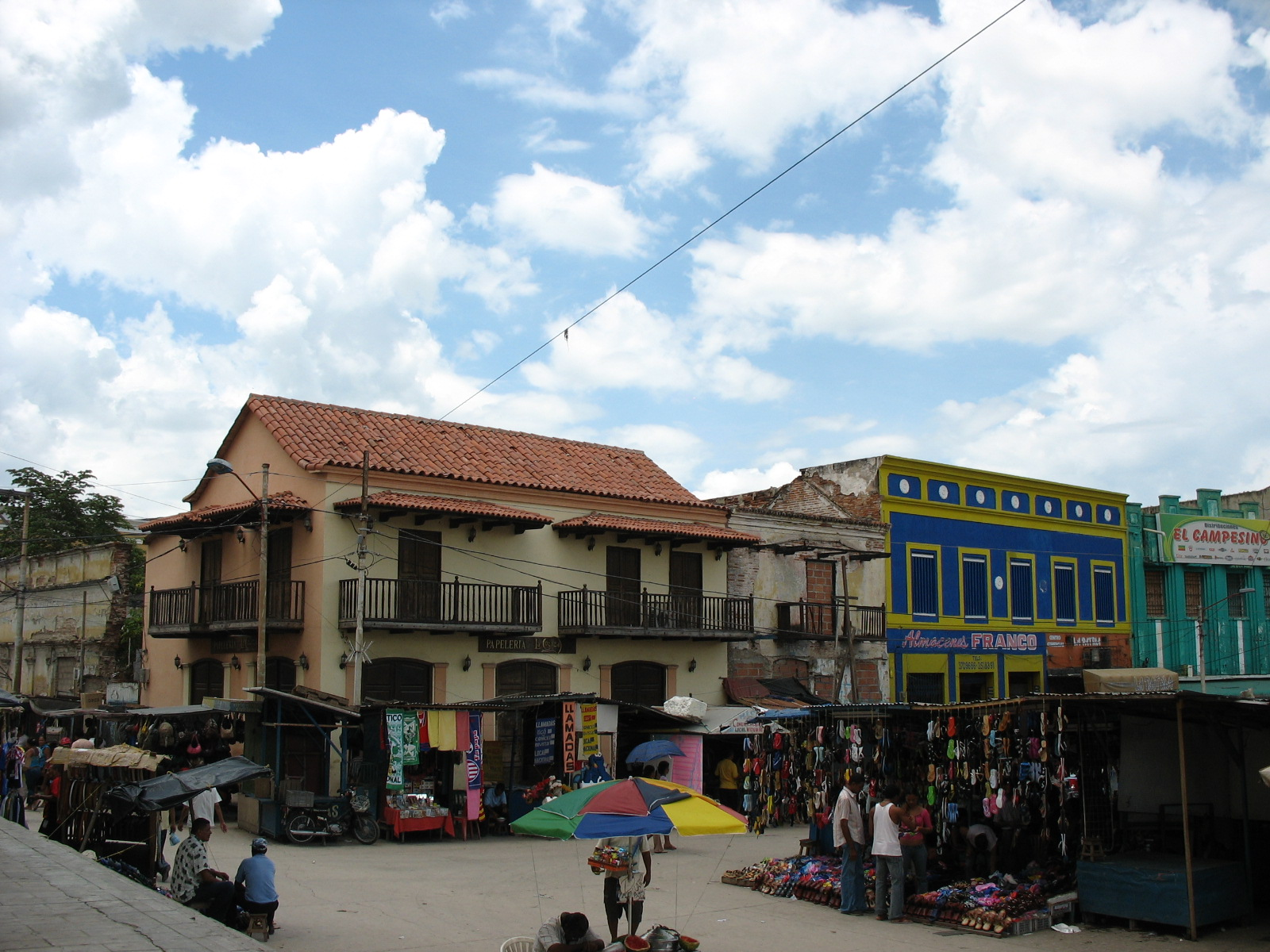
Casa Lacorazza, construida por Eusebio de la Hoz en 1889, propiedad también de Lorenzo Molinares Sánchez y adquirida en 1912 por los hermanos Lacorazza.

La plaza de San Nicolás es escenario de la obra Memoria de mis putas tristes de Gabriel García Márquez. En la novela, ambientada en la Barranquilla de los años 1930, el escritor alude acertadamente al “parque de San Nicolás”, como se conocía el sitio entonces. El protagonista de la novela, el profesor Mustio Collado, vivió toda su vida en una de las casas que flanqueaban el lugar:

...Vivo en una casa colonial en la acera de sol del parque de San Nicolás… Desde allí se ve el parque de San Nicolás, con la Catedral y la estatua de Cristóbal Colón.

Otro de los personajes ligados a García Márquez que vivió en la plaza de San Nicolás fue el dramaturgo Ramón Vinyes, el sabio catalán de Cien años de soledad. Vinyes vivió en la edificación de dos plantas al lado del Banco Comercial de Barranquilla, en el costado sur de la plaza.